# Mała Brytania
Mała Brytania (ang. Little Britain) – brytyjski komediowy serial telewizyjny wyprodukowany przez BBC i emitowany po raz pierwszy na kanałach tego nadawcy od 9 lutego 2003 do 1 stycznia 2007. Mała Brytania zaistniała początkowo na antenie radiowej: BBC Radio 4 w 2001 wyemitowało dziewięć półgodzinnych słuchowisk.
Scenarzystami serialu i odtwórcami większości głównych ról byli Matt Lucas i David Walliams, występujący w bardzo wielu wersjach charakteryzacji. Pojedyncze role grywali również inni aktorzy, m.in. Paul Putner i Anthony Head. Charakterystyczną, choć tylko głosową rolę Narratora grał Tom Baker.
W Polsce serial był emitowany w TVP2 wiosną 2007. Autorem polskiego tłumaczenia jest Paweł Lesisz. W drugim odcinku drugiej serii TVP ocenzurowała jeden ze skeczy, w którym pojawił się pastor wraz ze swoim homoseksualnym partnerem. BBC w umowach licencyjnych na emisję swoich seriali na innych rynkach daje licencjobiorcom możliwość skrócenia każdego odcinka maksymalnie o cztery minuty (jeśli jego treść może okazać się w sposób rażący nie do przyjęcia dla widzów w danym kraju). TVP twierdziła, że skorzystała właśnie z tego zapisu w umowie. W całości serial został w Polsce wydany na DVD w ramach cyklu wydawniczego Ministerstwo Brytyjskiego Humoru firmy Best Film.
Mała Brytania była pierwszym serialem BBC, który zdobył tak dużą popularność, choć jego premiera miała miejsce na dostępnym tylko w przekazie cyfrowym kanale BBC Three. Dopiero przy trzeciej serii premiery odcinków miały miejsce na większym i szerzej dostępnym BBC One. We wrześniu 2008 telewizja HBO wyemitowała 6-odcinkową amerykańską wersję serialu pt. Mała Brytania w Ameryce (Little Britain USA), wyprodukowaną wspólnie z BBC. Cykl ten miał polską premierę w grudniu 2008 w telewizji HBO Comedy.

## Bohaterowie
Mała Brytania nie posiada spójnej fabuły, każdy odcinek jest zbiorem skeczy, do których swego rodzaju wprowadzenia wygłasza Narrator. Większość ich bohaterów występuje jednak w kolejnych odsłonach podczas co najmniej całej serii, a wielu wręcz przez cały serial.

### Andy Pipkin i Lou Todd

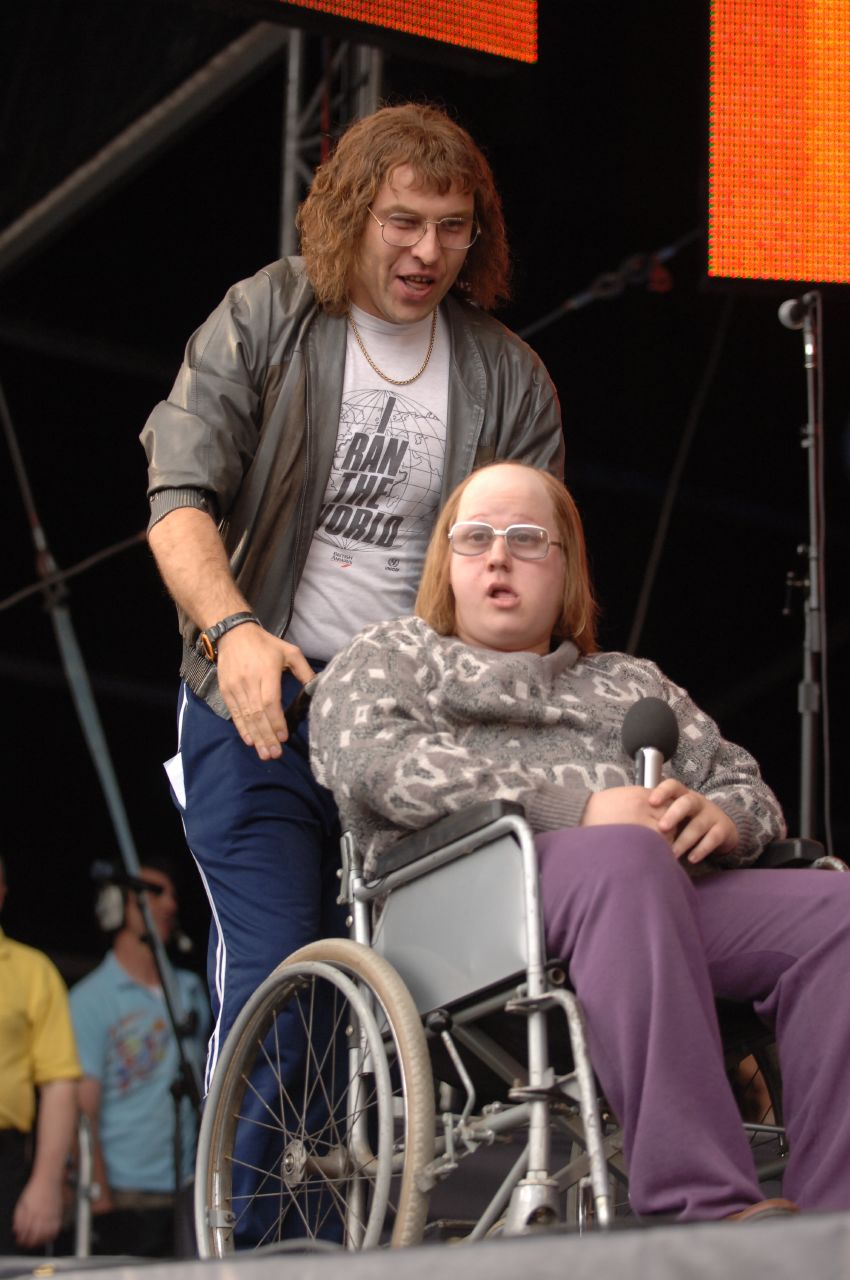
Lou i Andy

Dwaj najlepsi przyjaciele, mieszkający w mieście Herby City (fikcyjnym, jak niemal wszystkie nazwy geograficzne występujące w serialu). Lou (David Walliams) jest długowłosym, sepleniącym okularnikiem o dość niechlujnym wyglądzie, obdarzonym jednak wielkim sercem – zawsze okazuje poruszającemu się na wózku inwalidzkim Andy’emu (Matt Lucas) wszelką pomoc, spełnia jego zachcianki i jest zawsze do jego dyspozycji. Uważa Andy’ego za bardzo inteligentną osobę (przypisuje mu wiele mądrych opinii, które miał rzekomo wypowiedzieć). W rzeczywistości Andy jest łysiejącym i ubranym w wiecznie brudny podkoszulek i spodnie od dresu ćwierćinteligentem – porozumiewa się ze światem głównie bardzo krótkimi zdaniami, zaś wszelkich wyborów dokonuje na chybił trafił, czego potem często żałuje. Jest jeszcze jedna rzecz, której Lou nie wie – Andy wcale nie jest niepełnosprawny, a udaje inwalidę tylko po to, aby żerować na dobroci przyjaciela i wyłudzać rentę. Gdy ten nie patrzy, Andy wstaje z wózka i wykazuje dużą tężyznę fizyczną, pływa, jeździ konno, skacze na spadochronie, niekiedy nawet stosuje przemoc wobec innych (pobicie dresiarzy w parku) lub z zazdrości kompromituje niewinną Polkę, Annę, z którą zaczął się spotykać Lou.

### Vicky Pollard
Prześmiewcze uosobienie młodocianej dresiarki. Zawsze chodzi w różowym dresie, z ostrym makijażem i obwieszona biżuterią. Pomimo raczej pulchnej figury uważa się za piękność. Wszędzie pali papierosy, nie zważając na zakazy, zaś zapytana o cokolwiek, odpowiada słowotokami zaczynającymi się od „Tak! Ale nie! Ale tak! Ale nie!”, po czym zaczyna w bardzo szybkim tempie wyrzucać z siebie plotki o swoich koleżankach, często wulgarne i przerywane wydawanym zupełnie od rzeczy okrzykiem „Zamknij się!”, ale zupełnie nie związane z pytaniem. Jest przywódczynią osiedlowego żeńskiego gangu i często popada w konflikt z prawem. W serii 1 zachodzi w pierwszą niechcianą ciążę, w serii 3 ma już pokaźną gromadkę dzieci. W „Little Britain abroad” ląduje w tajskim więzieniu – parodia Bridget Jones. Vicky Pollard stanowi smutny przykład wtórnego analfabetyzmu części młodzieży brytyjskiej, oraz ciąż u nastolatek, zjawiska będącego prawdziwą plagą w Wielkiej Brytanii. W postać Vicky wciela się Matt Lucas, zaś w odcinkach specjalnych jej rodzinę grały brytyjskie gwiazdy: siostrę Kate Moss, a matkę Dawn French.

### Sebastian Love i Premier
Sebastian (David Walliams) jest asystentem premiera Wielkiej Brytanii (Anthony Head). Patrzy jednak na szefa rządu nie jak na przełożonego, a przede wszystkim jako na obiekt swej homoseksualnej i platonicznej miłości. Jego pełne zazdrości uczucie często wpędza premiera w wiele kłopotliwych sytuacji, np. gdy Sebastian nazywa „dziwką” panią premierową, która zaszła właśnie w ciążę, namiętnie całuje premiera podczas partyjnego przyjęcia, zachowuje się bardzo emocjonalnie i niestosownie podczas wizyt głów obcych państw, lub też zmusza premiera podstępem do paradowania tylko w skórzanych majtkach w stylu sado-masochistycznym. Rywalizuje on o względy premiera z jego drugim czarnoskórym asystentem.

### Daffyd Thomas
Walijski bezrobotny z górniczej miejscowości Llandewi Brefi budujący cały swój światopogląd na przekonaniu, że jest jedynym gejem w swojej wiosce (słynne ang. „the only gay in the village”). Ubiera się zwykle w obcisłe, karykaturalnie gejowskie lateksowe stroje. Wszystkie swoje życiowe niepowodzenia uważa za spowodowane homofobią. Gdy stopniowo okazuje się, że wioska jest pełna gejów i lesbijek (nawet miejscowy wikary – w ocenzurowanym przez TVP skeczu – prezentuje mu swojego partnera, granego przez Walliamsa), a także ludzi co najmniej bardzo tolerancyjnych i otwartych, Daffyd nie chce przyjąć tego do wiadomości i wciąż jak mantrę powtarza, że jest jedynym gejem w wiosce, co staje się coraz bardziej absurdalne. Dochodzi wreszcie do sytuacji, kiedy sam wykazuje skrajną nietolerancję wobec swojej dobrej znajomej, barmanki Myffanwy, która okazuje się lesbijką i zawiera związek z drugą kobietą (wówczas wyraża m.in. pogląd, że lesbijki nie mają facetów, bo są zbyt brzydkie). To parodia homoseksualisty, który przyjął swą orientację za ideologię całego życia; często odbierana jako krytyka zbyt radykalnych i krzykliwych działaczy gejowskich. Daffyd jest grany przez zdeklarowanego geja Matta Lucasa.

### Marjorie Dawes
Terapeutka prowadząca zajęcia dla osób walczących z otyłością w ramach programu „Fatfighters”. Jest niekompetentna i pełna własnych kompleksów (w tym z powodu zbyt dużej wagi), które odreagowuje wyżywając się na swoich podopiecznych. Jest wobec nich bardzo napastliwa i ordynarna, otwarcie okazuje im pogardę, wyzywa od „tłustych krów i świń”, torpeduje miłość, która pojawia się między dwojgiem uczestników zajęć, zaś należącą do grupy Meerę – mieszkającą od urodzenia w Anglii kobietę pochodzenia indyjskiego – traktuje z okazywaną na każdym kroku wyższością, m.in. udając, że ma trudności ze zrozumieniem jej indyjskiego akcentu (każe jej w nieskończoność powtarzać proste krótkie zdania lub słowa), z wyjątkiem momentu, gdy Meera wygrywa na loterii (wówczas staje się bardzo miła i nazywa ją „swoją hinduską przyjaciółką”). Jako panaceum na problemy z wagą zaleca uczestnikom klubu grubasów jedzenie kurzu. Zła na jedną z uczestniczek spotkań, że schudła po założeniu balonu zmniejszającego objętość żołądka, dokonuje amatorskiego „zabiegu” wyrwania balonu z gardła przerażonej kobiety. Sama daje się przyłapać w supermarkecie z wózkiem wyładowanym wysokokalorycznym jedzeniem oraz na obżeraniu się urodzinowym tortem skonfiskowanym uczestniczce zajęć. Kiedy zaproszona przez nią znana rzeczniczka osób z nadwagą odważa się skrytykować jej metody, Marjorie bezceremonialnie pluje jej w twarz. W serii „Mała Brytania USA” zostaje aresztowana za demonstrowanie uprzedzeń rasowych przez czarnoskórą policjantkę. Grana przez Matta Lucasa.

### Emily i Florence
Emily (David Walliams) tak naprawdę ma na imię Edward i jest „mało wiarygodnym” transwestytą. Edward ma raczej wypaczone pojęcie o tym, jak zachowują się prawdziwe kobiety, co powoduje, że jego zachowanie jako Emily jest dość karykaturalne. Na każdym kroku podkreśla swoją rzekomą kobiecość
(prosząc na przykład o damską kawę dla dam itp.), co mocno kontrastuje z jego wyglądem – mężczyzny przebranego w staromodną suknię, paradującego z parasolką, niekiedy nawet z brodą. W serii 2 dołącza do niego żonaty kumpel Fred (Matt Lucas), jako kobieta noszący imię Florence. Fred nie widzi niczego niestosownego nawet w noszeniu w kobiecym przebraniu swoich męskich wąsów, co czyni jego postać zupełnie absurdalną. Emily chętnie posługuje się językiem francuskim, jako bardziej eleganckim. W serii specjalnej pt. „Little, little Britain” wraz z Emily i Florence występuje piosenkarz Robbie Williams, także przebrany w wiktoriańską suknię i zadowolony ze stania się prawdziwą damą.

### Anne i Doktor Lawrence
Doktor Lawrence (Matt Lucas) jest psychiatrą stosującym nowatorskie, niezwykle liberalne zasady podejścia do pacjentów. Podczas każdego skeczu Lawrence pokazuje swojemu koledze, doktorowi Beagree, kolejne niezwykłe umiejętności swojej pacjentki Anne (David Walliams). Tymczasem Anne nie mówi nic poza okrzykiem „E-e-e!” i niszczy wszystko, co spotka na swojej drodze. W rzeczywistości Anne jest najwyraźniej zupełnie zdrowym mężczyzną (kiedy dzwoni jej telefon komórkowy, odbiera i mówi męskim głosem „Jestem zajęty, oddzwonię do ciebie”), który traktuje udawanie chorej psychicznie kobiety jako dobrą zabawę. Z kolei część fanów serialu doszukuje się w tej postaci schizofrenika. Dla innych zaś to transwestyta, który po prostu udaje osobę chorą psychicznie.

### Dennis Waterman i Jeremy Rent
Dennis Waterman (David Walliams) jest aktorem o wyjątkowo niewielkim wzroście. Mimo to cieszy się sporą popularnością i jego agent Jeremy Rent (Matt Lucas), w którego biurze rozgrywają się wszystkie skecze z ich udziałem, nie może narzekać na brak propozycji dla niego. Problem w tym, że Dennis upiera się, aby we wszystkich produkcjach ze swoim udziałem nie tylko grać jako aktor, ale także móc napisać i zaśpiewać piosenkę do czołówki. Postać Dennisa jest wyjątkowo złośliwą parodią prawdziwego Dennisa Watermana – brytyjskiego aktora telewizyjnego znanego z tego, że śpiewał piosenki do wielu spośród seriali, w których występował. Rażącą dysproporcję wzrostu pomiędzy agentem a aktorem można odbierać jako pastisz stosunków w świecie show-biznesu, gdzie aktor jest „malutki” w porównaniu ze swoim menadżerem, który nim kieruje.

### Carol Beer
Karykatura wszelkich bezmyślnych urzędniczek – pojawia się w serii 2 i pracuje najpierw w banku, potem w biurze podróży, a wreszcie jako pilotka wycieczek. Gdy klienci lub współpracownicy pytają ją o cokolwiek, wpisuje coś do komputera, po czym odpowiada beznamiętnym głosem „Komputer mówi nie” i kaszle prosto w twarz pytającego. Carol Beer to obnażenie powierzchownej i fałszywej życzliwości brytyjskich urzędniczek. Grana przez Davida Walliamsa.

### Sir Bernard Chumley
Niegdyś znany aktor teatralny, obecnie zgrzybiały staruszek mieszkający w ubogim blokowisku wraz ze swą siostrą, która z jego winy stała się inwalidką. Traktuje siostrę jako obciążenie – podjada przywożone jej przez organizację charytatywną posiłki, próbuje także pochować ją żywcem. Wykazuje seksualne zainteresowanie młodymi chłopcami. Grany przez Matta Lucasa.

### Maggie Blackamoor
Postać występująca w serii 2 i 3. Starsza pani o skrajnie konserwatywnych poglądach, częstowana jedzeniem jest ujmująco miła aż do chwili, gdy dowiaduje się, że dany posiłek przygotowała osoba o „niewłaściwej” przynależności etnicznej lub religijnej albo orientacji seksualnej. Wtedy wymiotuje potężnym strumieniem prosto na otaczających ją ludzi. Sama przed sobą nie chce się przyznać, że jest lesbijką. Grana przez Davida Walliamsa.

### Pani Emery
W pewnym sensie przedłużenie tego samego żartu, postać występująca tylko w serii 3. Bardzo miła, lecz chorująca na inkontynencję starsza pani, zaczyna nagle oddawać mocz (równie potężnym strumieniem) prosto pod siebie w najbardziej nieoczekiwanych sytuacjach, zupełnie tego nie zauważając i kontynuując wcześniejszą czynność (np. rozmowę), nie zważając na zszokowane miny otaczających ją ludzi. Grana przez Davida Walliamsa.

### Bubbles i Desiree
Bubbles de Vere (Matt Lucas) to nieco podstarzała już kobieta, otyła i mało atrakcyjna, nosząca perukę, a jednak przekonana o niezwykłej sile własnego seksapilu. W serii 2 spędza kilka miesięcy w luksusowym spa, nie zamierzając jednak za to płacić (jak za większość luksusów, z których chętnie korzysta). Próbuje uregulować należność „w naturze”, oddając się przerażonemu tym faktem dyrektorowi ośrodka (w innych seriach także kapitanowi luksusowego transatlantyku). W serii 3 w tym samym spa pojawia się jej były mąż ze swoją nową żoną Desiree (David Walliams) – równie odrażającą, tylko ciemnoskórą eks-sportsmenką pochodzenia afrykańskiego. Między oboma paniami dochodzi do regularnych scysji kończących się bójkami (zwykle w negliżu).

### Roy, Margaret i Pan Mann
Skecze z ich udziałem bazują na klasycznym angielskim humorze sytuacyjnym z dużą domieszką absurdu. Każdy opiera się na tym samym schemacie. W sklepie Roya (Matt Lucas) pojawia się klient, flegmatyczny pan Mann (David Walliams), mający niezwykle szczegółowe i dość nietypowe wymagania wobec poszukiwanego produktu (np. kartka urodzinowa na 66. urodziny z wizerunkiem jednokomórkowca, najlepiej ameby). Roy zachowuje pełną powagę i wraz ze swoją pozbawioną rąk i nóg, odpowiadającą z zaplecza (niewidoczną na ekranie) żoną Margaret próbuje zaspokoić potrzeby klienta. Cykl pojawia się w serii 2.

### Edward i Samantha Grant
Pojawiające się w 1 serii, mieszkające na przedmieściach, małżeństwo ze stosunkowo krótkim stażem. Edward jest nauczycielem, natomiast Samantha, jego byłą uczennicą. Parę dzieli duża różnica wieku. Ich romans, zaczął się, kiedy Samantha, uczyła się jeszcze w szkole. Krótko po zakończeniu nauki, Samantha wyszła za mąż, za Edwarda. Ich związek, wywołał mały skandal i spotkał się z dezaprobatą rodziców Samanthy. Mimo że są małżeństwem już od kilku miesięcy, Edward wciąż traktuje swoją żonę, tak jakby była jego uczennicą. Nieustannie ją strofuje i ocenia wszystko, co robi w domu. Np. poprawia błędy ortograficzne, jakie zrobiła w kartce, którą dała mu w prezencie z okazji walentynek.

### Ting Tong Macadangdang (vel Tong Ting) i Dudley Punt
Cykl skeczy począwszy od serii 3. Dudley Punt (David Walliams) poznał korespondencyjnie młodą, atrakcyjną Tajkę i zaprosił ją do siebie do Anglii w celu matrymonialnym. Po jej przybyciu piękność ze zdjęć okazała się mało atrakcyjną „kobietą” (Matt Lucas), która wyznaje pod presją, że nazywa się nie Ting Tong, lecz Tong Ting i nie jest kobietą, lecz „kobiecym chłopcem” (ang. „lady boy”). Zamierza on wykorzystać Dudleya do sprowadzenia do Europy całej licznej rodziny. Tymczasem spragniony erotycznych doznań Dudley nie może oprzeć się pokusie kolejnych nocy z mimo wszystko atrakcyjnym na swój sposób przybyszem.